# Вишня сахалинская
Вишня сахалинская (лат. Prunus sachalinensis), или вишня Саржента (лат. Prunus sargentii) — древесное растение, вид подрода Вишня рода Слива из семейства Розовые (Rosaceae).

## Ботаническое описание
Вишня сахалинская — листопадное дерево или кустарник, с тёмно-серой шелушащейся корой, достигает до 15 м в высоту. Крона раскидистая.
Листья черешковые, эллиптические, заострённые, достигают в длину 12 см. Начало распускания листьев — третья декада апреля, массовый листопад — середина октября.
Цветки бело-розового цвета, собраны в зонтиках по 2—3 цветка.
Цветёт в мае, плодоносит со второй половины июля. Плоды — шарообразные костянки до 10 мм в диаметре, чёрные, горьковатые или безвкусные, несъедобные.
Светолюбива. Быстрорастущая. Дымо- и газоустойчива. Зимостойкость средняя.
|                                                                                           |  |  |  |
| Слева направо: цветение дикой вишни и рододендрона, плоды, осенняя окраска листьев, кора. |  |  |  |

## Распространение и экология
Япония (острова Хоккайдо и Хонсю), Корейский полуостров и часть территории Китая, Приморский край, южный Сахалин, на островах Монерон, Кунашир, Итуруп.
Произрастает одиночно или небольшими группами. Высотное распределение в горах: от пояса хвойных лесов до пояса субтропических вечнозелёных лесов. Оптимальные местообитания находятся в поясе или подпоясе смешанных листопадно-вечнозелёных лесов, особенно во вторичных лесах. Обычные соседи по дикой природе Кореи: сосна густоцветковая, теплолюбивые дубы и в меньшей степени дуб монгольский, клён ложнозибольдов, рододендрон остроконечный, линдера туполопастная.

## Значение и применение
Хороший весенний медонос и пыльценос, интенсивно посещается пчёлами. Продуктивность нектара 100 цветками — 89,8—112,0 мг. Продуктивность мёда при сплошном произрастании 120—170 кг/га. Масса пыльников одного цветка колеблется от 3,2 до 5,8 мг, цветок продуцирует 1,1—1,9 мг пыльцы. Пыльца жёлтая, клейкая.
Прекрасное декоративное растение.